# باب الدولة

توضح الخريطه باب هالكي الواقع في منتصف اسطنبول ناحيه اليمين والمظاهر الاحتفاليه والاداريه للباب

باب الدولة (باللغة اليونانية:Χαλκῆ Πύλη, Halki Pili)
شيده اليونانيون في الفترة البيزنطيه عند المدخل الرئيسي للقصر الكبير لمدينه القسطنطينية (اليوم إسطنبول) ومعني هذا الاسم هو الباب البرونزي، ويعتقد أنه أطلق عليه هذا الاسم بسبب وجود البرونز المذهب عليه أو بسبب وجود أجنحة برونزيه له. وهو مزين من الداخل من المرمر ووالفيسفاء، والوجه الخارجي وضع عليه الكثير من التماثيل. أغلبية المعتقدات البيزنطية في ذلك الوقت، اتخدت من أيقونة يسوع رمزا رئيسيا لها. في القرن ال10 تم بناء مصلي بجوار الباب. تم تدمير الباب في القرن 13، أما المصلي فقد ظل قائما حتي نهايه القرن 19.

## نبذة تاريخية
الباب، كان موجود في الركن الجنوبي الشرقي لساحه عرض تسمي Augustaion.وكان يوجود علي الجانب الشمالي للساحة آيا صوفيا، واما في الجنوب والغرب كان يوجود مضمار سباق الخيل حمامات زاكبيكوس. بنيت من قبل المعماري Aetherius, من أجل الاحتفال بنصر حرب İsauria في فترة الملك اناسيتوس الأول (491-518). في عام 532 دمرت بعض المباني في وسط المدينة بسبب أعمال الشغب التي قام بها نيكا، ولكن قام الإمبراطور جستنيان الأول (الذي حكم من فترة 527الي565)باعاده بنائها مره أخرى. وقد حكي المؤرخ Prokopius عن هذا البناء بشكل واسع في كتابه مباني جستنيان. الباب، الذي استخدم كسجن في القرنين السابع والثامن، حتي اصلاحه وتحويله الي قاعه محكمة في خلال عهد الإمبراطور بساليوس الأول (الذي حكم من 867الي886). وقد ألحق به الإمبراطور رومانوس الأول (الذي تولي الحكم من920الي944) مصلي صغير مخصص ل Hristos Halkitis.وهذه المصلي بعد ذلك قام الإمبراطور Yannis Çimiskes الأول (الذي امتد حكمه من969الي976)باعاده بنائها علي نطاق اوسع ودفن فيها. قام سلف الإمبراطور Nikeforos الثاني بازاله التواصل بين الباب والمصلي عن طريق إنشاء جدار داخلي حول القصر، وفي الواقع هذا يعتبر اعاده بناء. قام الإمبراطور İsaakios Angelosالثاني في بدايه حكمه (الذي بدء من 1185الي1195)بفصل الابواب البرونزيه عن الباب الرئيسي، ولم يرد المؤرخون البيزنطنيون ذكرها في نصوصهم الي مايقرب من 1200 سنه. وقد ظل المصلي باقيا بعد ذلك بمده وفي القرن ال14 أتي الحجاج الروس الي اسطانبول، وقد ذكروا هذا المبني كثيرا في يومياتهم. أما في الفترة العثمانيه، كانت معروفه بانها بقايا المصلي لحين بناء Arslanhane, وهو بمثابة حديقة صغيرة. وكانت المصلي في القرن ال18 تبدو كبقايا لشكل هندسي، الا انها تهدمت تماما في عام 1804.

## التعريف
يوجد العديد من المعاني التي ذكرت عن الباب في الأدب. وأقدم وأقيم مصدر هو Prokopius, والباب مزين من الخارج بالعديد من التماثيل وبعد ذلك غفل عنه التاريخ ومضي. ان باب جستنيان بني علي الطراز البيزنطي، وعلاوه علي ذلك فأنه يعتمد علي أروقه اسطوانيه وهو بناء مستطيلي قائم علي أربع قواعد رئيسيه والتي فوقها مجموعه من القباب.والقواعد التي في الشمال والجنوب، أقصر قليلا من التي في الشرق والغرب. والهيكل الخارجي الموجود في الاطراف الشماليه والجنوبيه، يتكون من سطح اسطواني له قباب كحجرتين صغيرتين. غير مؤكد إذا كان يوجد علاقه بين الباب وبين كنيسهHristos Halkitis.ويقع مصلي علي يسار الباب ويشير ذلك الي أن الباب مبني علي عاتقه. ويوجد تماثيل للإمبراطور زينو (الذي أمتد حكمه من474الي491)والامبراطوره أردينا، وقد جلبت من معبد أرتميس الموجود في أفسس"وهو مايترجم علامه الصليب علي هالكي"ويوجد أربع رؤؤس للجورجون. وعلاوه علي ذلك ففي نفس النص سجلت تماثيل الإمبراطور مكسيمان (الذي حكم من285الي305)وبجانبه أيضا كل تماثيل سلالة ثيودوسيوس.غير معروف العلاقة بين تماثيل الامبراطوره Pulcheria وبين المبني المذكور.

## أيقونات المسيح

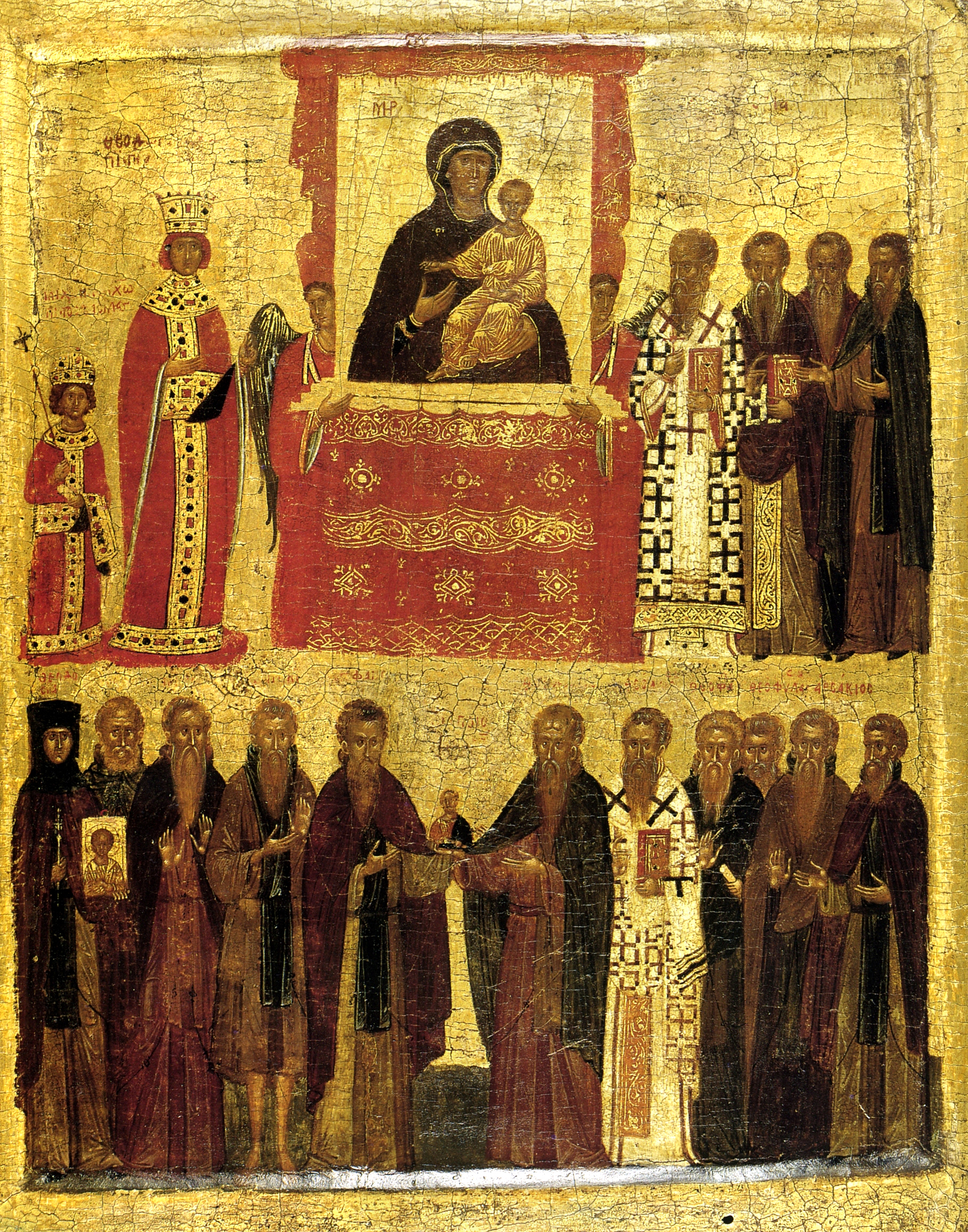
في عام 843,أحتفلت الكنيسه بهزيمة المعتقدات التقليديه وإعادة استخدام الأيقونات مرة أخرى

هالكي هو رمز يسوع وتوجد فوق المدخل الرئيسي.هذه الأيقونة أيضاHristos Halkitis كانت تسمي ("يسوع الشعبية"). مصدر هذه الايقونه غير معروف.ووفقا لنص Parastaseis أي مايقرب من 600 سنه فأن وجود هذه الايقونه ليس معلومه مؤكده. وقد احضروا أهم رمز ديني للمدينه، وكان يوجد في المدخل الخارجي لقصر الامبراطوريه. وفي وقت ما بين سنتي 726-730, أطلق الإمبراطور البيزنطي ليو الثالث (الذي حكم من717الي741)حركه تحطيم المعتقدات التقليديه ورفع هذا
أحتفلت الكنيسة بهزيمة المعتقدات التقليدية وإعادة استخدام الأيقونات مرة أخرى]]
الرمز وآمر باحلال الصليب مكانه. وللمره الأولي منذ نحو787 سنهتم ترميمها من قبل الامبراطورة إيرين.لكن الإمبراطور ليو الخامس (الذي حكم من813الي820)قام بأزالته مره أخرى ووضع مكانه صليب بسيط.في عام 843, كان نهايه وأندحار المعتقدات التقليديه وبعد ذلك بدأت تستخدم الايقونات في الكنائس مره أخرى، هذا الصليب تم أستتبداله من قبل الرهبان والرسام لازاروس بأيقونه الفيسفساء. وغير معروف وجود وجه نظر نهائية لهذه الايقونه.نري في مرحله مبكره، فكر Hristos Pantokrator بشكل نمطي وهوأن (كل شئ علي اليسوع), وقام III. Yannis Vatatzes(الذي أمتد حكمه من1221الي1254) بأتخاذ التدابير لعوده يسوع صامدا مره أخرى، من خلال الضغط علي المراجع البيزنطيه القديمه مثل الفيسفساء الدينيه الموجوده في Kariye Kilise و paralar.